# Behrenhoff
Behrenhoff er en by og kommune i det nordøstlige Tyskland, beliggende i Amt Landhagen i den nordvestlige del af Landkreis Vorpommern-Greifswald. Landkreis Vorpommern-Greifswald ligger i delstaten Mecklenburg-Vorpommern.

## Geografi
Behrenhoff er beliggende omkring ti kilometer syd for Greifswald. Vest for kommunen går Landesstraße 35 (tidligere Bundesstraße 96). Motorvejen A 20 passerer vest om kommunen og kan nås ved tilkørsel Gützkow.
I 1897 fik byen jernbaneforbindelse med Greifswald-Jarmener Kleinbahn (GJK), som blev nedlagt i 1945, hvor materiel og skinner blev demonteret og flyttet til Sovjetunionen.

### Inddeling
| - Behrenhoff - Busdorf - Müssow - Kammin | - Neu-Dargelin - Stresow - Stresow-Siedlung |

## Eksterne kilder og henvisninger
- Wikimedia Commons har flere filer relateret til Behrenhoff
- Byens side Arkiveret 12. december 2016 hos  Wayback Machine på amtets websted
- Befolkningsstatistik Arkiveret 4. marts 2016 hos  Wayback Machine